# Agostino Spinola (doge)

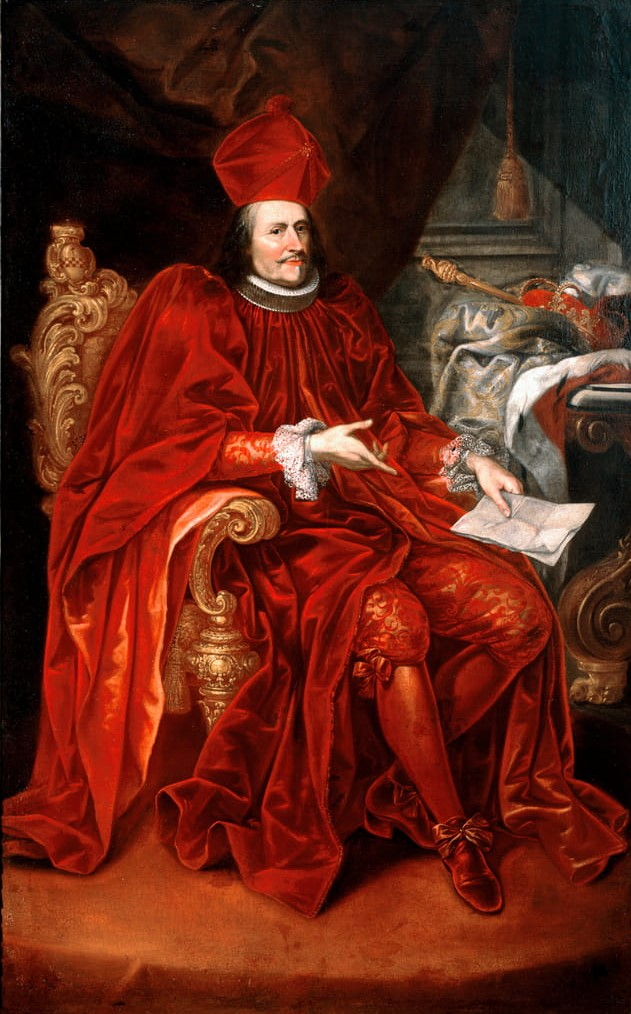
Agostino Spinola

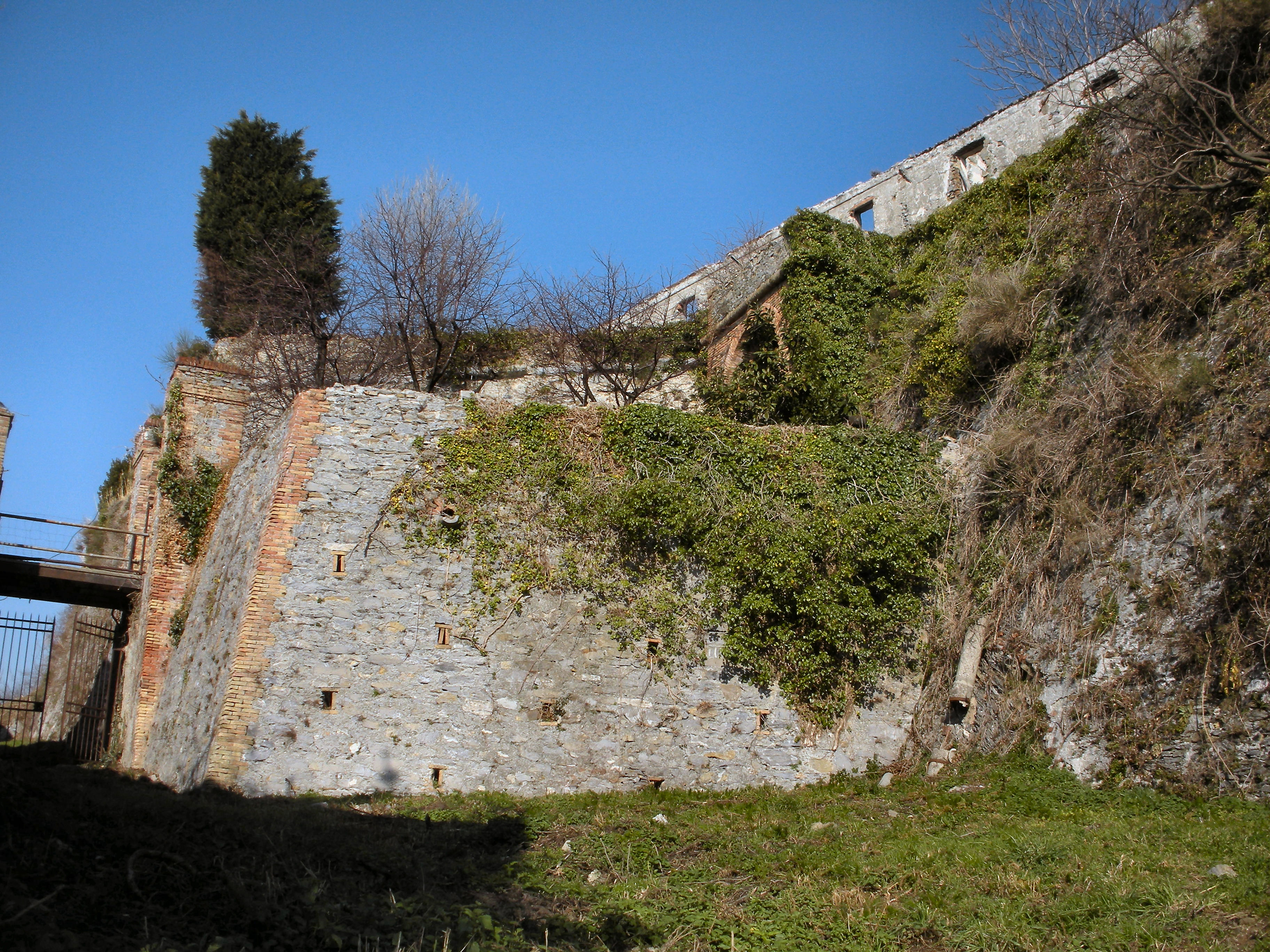
Forte Tenaglia, een van de forten rond Genua

Agostino Spinola (Genua, 1624 – aldaar, 1692) was doge van de Republiek Genua (1679-1681) en droeg de hierbij behorende titel koning van Corsica (1679-1681).

## Levensloop
Hij was een telg uit de adellijke familie Spinola in de stad Genua. Hij was gehuwd met Pellegrina Dongo. Hij werkte in zijn jongere jaren in verscheidene ambten van de republiek Genua, afgewisseld met periodes als bankier van de Banco di San Giorgio, de investeringsbank van de Republiek. Hij was meerdere jaren werkzaam als gouverneur van Savona, een stad in de republiek Genua.
Tijdens de pest in Genua in de jaren 1656-1657 was Spinola magistraat voor de Gezondheid, een ambtsperiode waarover hij lof kreeg.
Spinola werd kapitein van het garnizoen van Bisagno, nadien van Polcevera en van Sestri Ponente. Hij werd magistraat voor Oorlogsvoering (circa 1660). Van 1665 tot 1667 was hij ambassadeur van de Republiek aan het Spaanse hof in Madrid. In 1672 bereidde hij als ambtenaar de oorlog met het hertogdom Savoye voor, tezamen met zijn broer Gerolamo Spinola, gouverneur van Savona.
Vanaf 1675 kwam Spinola in de hoogste raden van het land: de Senaat, het College van Procureurs en voorzitter van de Magistratuur van Oorlog.
Spinola werd verkozen tot doge voor de jaren 1679-1681. Begin 1679, nog tijdens het bestuur van zijn voorganger, had de Franse vloot Genua beschoten. Spinola regeerde nadien in een periode van zware spanningen met het koninkrijk Frankrijk van de Zonnekoning, doch zonder wapenfeiten. Tijdens zijn regering stuurde doge Spinola een delegatie naar Madrid om een expeditieleger uit Spanje te krijgen (doch deze zou nooit komen). Spanje was van oudsher een bondgenoot van Genua, alsook een economische partner. Spinola liet de forten rond Genua, zoals Forte Belvedere, Forte Crocetta en Forte Tenaglia zwaar bewapenen. Het was een gewapende vrede met Frankrijk.
Na zijn bestuur bombardeerden de Fransen Genua dagen lang  (1684).
Spinola bekleedde nog het ambt van bestuurder van de Genuese vloot. Hij stierf in 1692.